# Udricanikyrkan
Udricanikyrkan (rumänska: Biserica Udricani) är en rumänsk-ortodox kyrkobyggnad belägen i Rumäniens huvudstad, Bukarest.
Kyrkan är helgad åt Sankt Nikolaus av Myra och tillhör Bukarests ärkestift. Den är också klassad som ett historiskt monument.

## Historik
Udricanikyrkan byggdes år 1735 och som därmed är en av Bukarests äldsta kyrkor.
1810 reparerades byggnaden efter att skador hade uppstått av en jordbävning i oktober 1802.
Den 23 mars inträffade en stor brand, vilket ledde till att kyrkan fick byggas upp igen och den återinvigdes av biskop Timotei Trodos.
1937 beordrade vetenskapsmannen Nicolae Lorga att restaureringar av kyrkan skulle påbörjas omedelbart. Reparationerna utfördes, dock med avbrott mellan 1937–1945. På grund av brist på medel var det bland annat enbart golvet, fönsterna och taket som reparerades.
1998 gjordes nya försök med att fixa kyrkan, vilket utfördes av företaget Ghiulbenghian.
I juni 2005 påbörjades ytterligare restaureringsarbeten ledda av arkitekt Constanta Carp. Samma år påbörjades också arbetet med att restaurera väggmålningarna.
Restaureringarna var svåra på grund av att vapenhuset, som stängde ner runt omkring 1802, nu hade öppnat.